# Floris Stempel
Floris Stempel (Amsterdam, 18 gennaio 1877 – La Manica, 1910) è stato un dirigente sportivo olandese, fondatore della squadra calcistica Amsterdamsche Football Club Ajax.

## Carriera
Floris nacque ad Amsterdam e nel 1893 creò una squadra di calcio chiamata Ajax composta d'amici. Il 18 marzo 1900 registrarono per la prima volta ufficialmente il club come Amsterdamsche Football Club Ajax di cui Floris Stempel fu il primo presidente nella storia del club. La prima partita amichevole del 20 marzo 1900 fu contro il Amsterdamsche Football Club, prima partita in cui l'Ajax perse, 6-1. La prima partita ufficiale per l'Ajax si svolse il 29 settembre 1900 contro il DOSB, di cui vinse l'Ajax per 2-1. Nel 1902 Floris Stempel fu responsabile dell'ammissione dell'AFC Ajax nella Royal Dutch Football Association.
Floris Stempel morì tra il 23 gennaio e il 16 marzo 1910. Era a bordo dello SS Prins Willem II del Royal West Indian Mail Service (KWIM) per Paramaribo, nel Suriname, tuttavia il 23 gennaio si perse la comunicazione. Infine, la nave venne trovata sulla costa occidentale della Francia il 16 marzo 1910, il che confermò l'ipotesi che la nave e tutto il suo equipaggio fossero morti in mare.